# Diamentowe Skałki

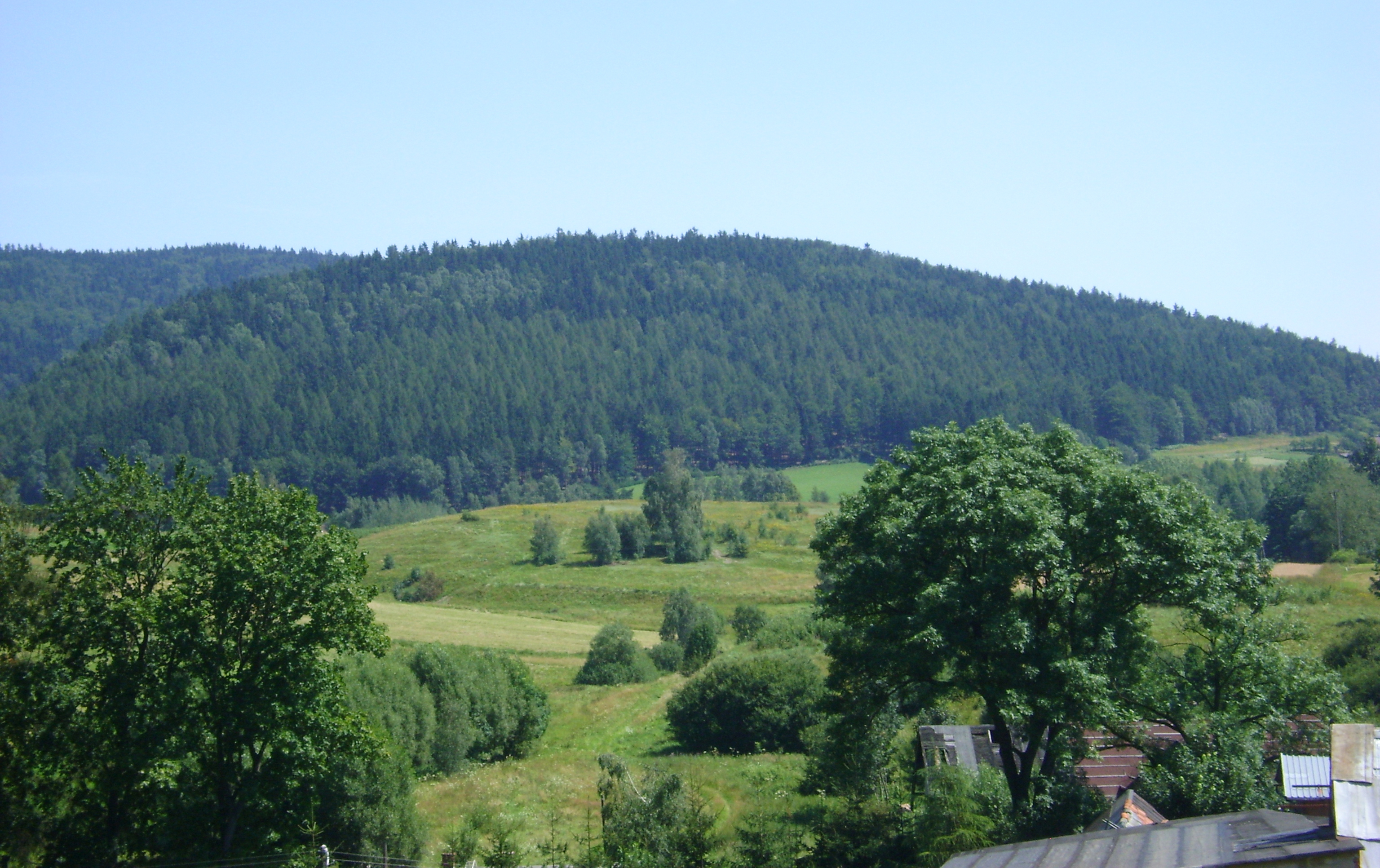
Lirnik z Włodyki

Diamentowe Skałki – grupa  skał w południowo-zachodniej Polsce, stanowiąca pomnik przyrody nieożywionej w Górach Sowich w Sudetach Środkowych. 
Skałki położone są w środkowo-południowej części Gór Sowich na terenie Parku Krajobrazowego Gór Sowich, w grzbietowej partii Lirnika, powyżej przysiółka Jutroszów. 
Jest to zgrupowanie ciekawych skał zbudowanych z dolomitów i ankerytów, które nie mają imponujących rozmiarów, wznoszą się na wysokość zaledwie kilku metrów. Położone na wysokości około 634 m n.p.m., górują nad Jugowem. Skały stanowią jedną z bardziej fantazyjnych i malowniczych grup skalnych w Górach Sowich. Kształt skałek jest efektem złożonego i długotrwałego procesu erozyjnego, podczas którego zostały usunięte elementy mniej odporne na działanie warunków atmosferycznych, a pozostały bardziej odporne. Największy wpływ na rzeźbę skały miało zlodowacenie bałtyckie, a późniejsza erozja wietrzna doprowadziła do wykształcenia obecnego kształtu. Skałki stanowią pomnik przyrody nieożywionej prawnie chroniony (nr dezyzji 7140/626/820).